# 目力

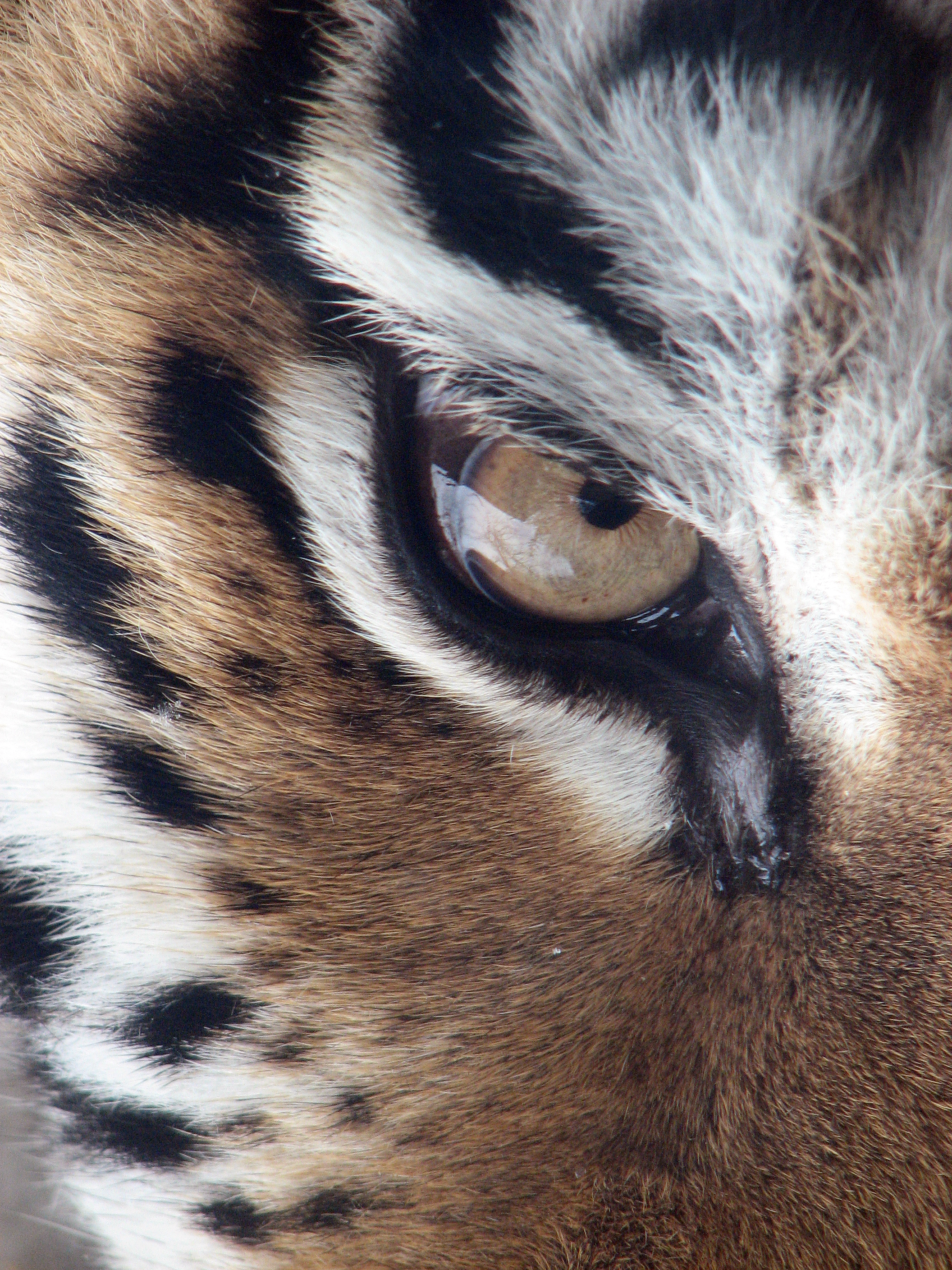
トラの視線

目力（めぢから）とは目の表情や視線が相手に与える印象である。
目力の強い人は、意思や内面的に強そうに見える。
また、目力とは人の精神状態そのものでもあり、楽しい気分の時は強まり悲しい気分の時は弱まるとされる。
目力の無い人は死んだ目などと言われる。
目力という表現は比較的新しい。古くは、眼力（がんりき、がんりょく）といった。目の輪郭を強調し、印象深い瞳をつくる化粧術を、目力メイクという。また日本の伝統芸能（歌舞伎や神楽など）では、演目の役作りに目の回りを強調するのに化粧を施す目ばりという化粧術が伝承されている。

## 目力メイク
目力メイクは、アイシャドウ、アイライン、マスカラを用いて瞼および瞼の際に化粧を施し、印象をよくする化粧である。

### 目力メイクの弊害
近代的な化粧を施術する美容師によっては、瞼の際にある粘膜までにも化粧を施すことを提唱している。しかし、「目力メイクにご用心」(NHKあさイチ、2010年月24日)によるところ、瞼の際には目を潤すマイボーム腺という器官があり、化粧に用いられている顔料がマイボーム腺を被ってしまうとマイボーム腺の機能を弱めてしまってしまいドライアイや失明などの障害を起こす要因になる。朝日新聞(2011年11月22日)によれば、目力メイクによる目のごろつきなど不快症状を訴えて眼科の受診をする女性が増えている。